# Michel-Nicolas Balisson de Rougemont

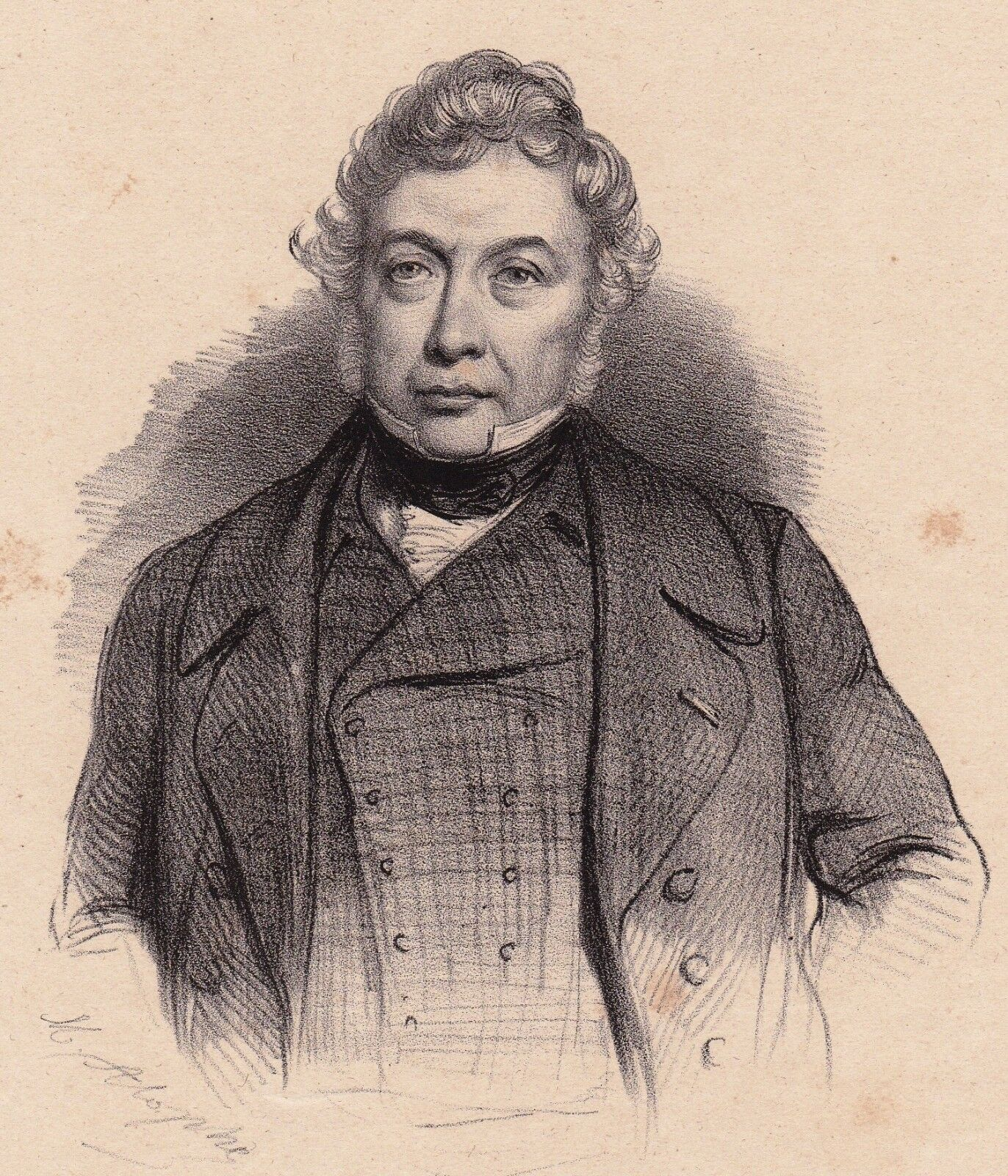
Michel-Nicolas Balisson de Rougemont

Michel-Nicolas Balisson, barone de Rougemont (La Rochelle, 27 febbraio 1781 – Parigi, 16 luglio 1840), è stato un romanziere, drammaturgo, librettista e giornalista francese.

## Opere

### Teatro
- 1801: Les Portraits au salon, ou le Mariage imprévu, commedia-vaudeville in 1 atto, con Charles-François-Jean-Baptiste Moreau de Commagny;
- 1803: L'Amour à l'anglaise, commedia-vaudeville in 1 atto e in prosa, con Jacques-André Jacquelin[1]
- 1804: Mademoiselle Musard, comédie-parade in 1 atto, con Charles Henrion;
- 1806: Le Mari supposé, ou Deux maris pour un, commedia in 1 atto in versi e in vaudevilles;
- 1807: Les Amants valets, commedia-vaudeville in 1 atto[2];
- 1808: Monsieur et Madame Denis, ou La Veille de la Saint-Jean, quadro coniugale in 1 atto, con Marc-Antoine Madeleine Désaugiers
- 1809: Hector, ou Le Valet de carreau, in 5 parti, con Désaugiers e Michel-Joseph Gentil de Chavagnac
- 1809: Adam Montauciel, ou A qui la gloire?, à-propos in 1 atto, e in vaudevilles, con Nicolas Gersin e Désaugiers;
- 1810: Sophie, ou la Nouvelle Cendrillon, commedia in 4 atti;
- 1810: Relâche pour la répétition générale de Fernand Cortez, ou le Grand opéra in province, parodia in 1 atto, con Moreau de Commagny e Jean-Toussaint Merle;
- 1811: La Rosière de Verneuil, ou les Roses de M. Guillaume, commedia in 1 atto, con Nicolas Brazier
- 1811: La Femme innocente, malheureuse et persécutée, ou l'Epoux crédule et barbare, pantomimo in 4 atti
- 1812: La Matrimonio-manie, ou Gai, gai mariez-vous!, commedia in 1 atto con Désaugiers e Gentil de Chavagnac,
- 1817: Robinson dans son isle, commedia in un atto, con Achille d'Artois, Nicolas Brazier e Gabriel de Lurieu[3]
- 1817: L'Ingénue de Brive-la-Gaillarde, vaudeville in 1 atto, con Henri Simon
- 1819: Le Tailleur de Jean-Jacques, commedia in 1 atto e in prosa, con Antoine Simonnin e Merle;
- 1819: Un bal bourgeois, tableau-vaudeville in 1 atto, con Charles-Gaspard Delestre-Poirson e Mélesville;
- 1820: Le Mariage du ci-devant jeune homme, commedia in 1 atto, in versi, con  Alexandre-Marie Maréchalle e H. Tronet
- 1821: Les Ermites commedia-vaudeville in 1 atto con Edmond Crosnier e Aimé Desprez
- 1821: Le Code et l'amour, vaudeville in 1 atto, con Merle e Simonnin;
- 1821: Le Fort de la halle, vaudeville in 1 atto, con Ferdinand Laloue e Pierre Carmouche;
- 1823: Le Cuisinier de Buffon, vaudeville in 1 atto, con Simonnin e Merle;
- 1824: Le soldat et le perruquier, commedia-vaudeville in 1 atto, con Laloue e Simonnin;
- 1826: Paméla, ou la Fille du portier, vaudeville in 1 atto, con Gabriel de Lurieu[4]
- 1827: La Laitière de Montfermeil, vaudeville in 5 années,[5] dal romanzo di Paul de Kock, con Brazier e René Périn.
- 1828: Le Voile bleu. folie-vaudeville in 1 atto, con Jules Dulong e Léopold Chandezon
- 1829; La revue de Paris, scene episodiche in versi, con Charles Dupeuty e Frédéric de Courcy
- 1831: La Fille unique, vaudeville in 1 atto, con Saint-Amand
- 1831: Les Jumeaux de La Réole, ou les Frères Faucher, dramma in 3 atti e 7 quadri, con Alexis Decomberousse;
- 1832: Jeanne Vaubernier ou la cour de Louis XV, commedia in 3 atti, con Jean-Baptiste-Pierre Lafitte e Augustin Lagrange;
- 1832: Le Courrier de la malle, ou M. Prudhomme in voyage, commedia in 3 atti e in 5 quadri, con Dupeuty e de Courcy;
- 1834: Salvoisy ou L'amoureux de la Reine: vaudeville in 2 atti, con Eugène Scribe e Decomberousse;
- 1835: La Croix d'or con Charles Dupeuty
- 1836: Léon, dramma in 5 atti[6]
- 1838: La reine des blanchisseuses, vaudeville in 2 atti, con Adolphe d'Ennery e Eugène Grangé
- 1839: La Belle Bourbonnaise; commedia-vaudeville in 2 atti, con Ferdinand Langlé e Charles Dupeuty[7]

### Romanzi
- 1814: Le Rôdeur français, ou les Moeurs du jour, romanzo